# Saoter
Saoter (en llatí Saoterus) era un llibert originari de la regió de Bitínia, conegut per servir com a camarlenc de l'emperador Còmmode.
Nadiu de Nicomèdia, la seva carrera política fou registrada per Herodià, la Història Augusta i Cassi Dió. Segons aquestes fonts, Còmmode era donat a governar mitjançant els seus secretaris i oficials públics, un dels quals era Saoter, que gaudia del seu favor. Tant era així, que Saoter acompanyava a l'emperador en la seva carrossa quan Còmmode va fer la seva entrada triomfal a Roma el 22 d'octubre del 180 i fins i tot sembla que entre ells existia una relació més íntima, doncs segons la Història Augusta, Còmmode i Saoter es besaren obertament diverses vegades.
Aviat, el poder que va anar acumulant li van crear força enemics, especialment entre la classe senatorial. Així, quan Còmmode va intentar ser assassinat l'any 182 per la seva germana Ànnia Lucil·la entre d'altres, el prefecte del pretori Tarruntè Patern va fer executar a Saoter, culpant-lo de la mala reputació que estava guanyant l'emperador.
Malauradament per ell, l'execució de Saoter va enrabiar a l'emperador encara més que l'intent d'assassinat i va obligar a Patern a renunciar al seu càrrec. Dies després ordenaria la seva execució acusat de traïció.
Lampridi li dona erròniament el nom d'Auterus.